# Saison 2012 des Phillies de Philadelphie
La saison 2012 des Phillies de Philadelphie est la 130e saison en Ligue majeure de baseball pour cette franchise.
Après cinq titres de division consécutifs, les Phillies ratent les séries éliminatoires, une performance décevante mais tout de même une 10e saison de suite avec au moins autant de gains que de revers. Ils prennent le troisième rang de la division Est de la Ligue nationale avec une fiche de 81-81. Ils amorcent la seconde moitié de la campagne avec 37 victoires contre 51 matchs perdus mais améliorent leur sort avec une performance de 44 succès et 30 défaites par la suite. La saison est marquée par des blessures à des joueurs clé (Roy Halladay, Ryan Howard et Chase Utley) et les transferts de Shane Victorino et Hunter Pence à Los Angeles et San Francisco, respectivement.

## Contexte
Les Phillies de Philadelphie connaissent en 2011 la meilleure saison de leur histoire avec 102 victoires contre 60 défaites. C'est la meilleure performance de tout le baseball majeur et la première fois que l'équipe gagne 100 matchs ou plus. Les Phillies ne quittent pas la première place de leur section après le 27 avril et remportent le championnat de la division Est de la Ligue nationale pour la 5e année de suite. Menés par un efficace quintette de lanceurs partants (Roy Halladay, Cliff Lee, Cole Hamels, Roy Oswalt et Vance Worley), Philadelphie est l'équipe qui accorde le moins de points et affiche la meilleure moyenne de points mérités collective. Cependant, leurs espoirs d'atteindre la Série mondiale s'éteignent abruptement lorsqu'ils sont éliminés dès le premier tour des séries d'après-saisons par les éventuels champions du monde, les Cardinals de Saint-Louis.

## Intersaison

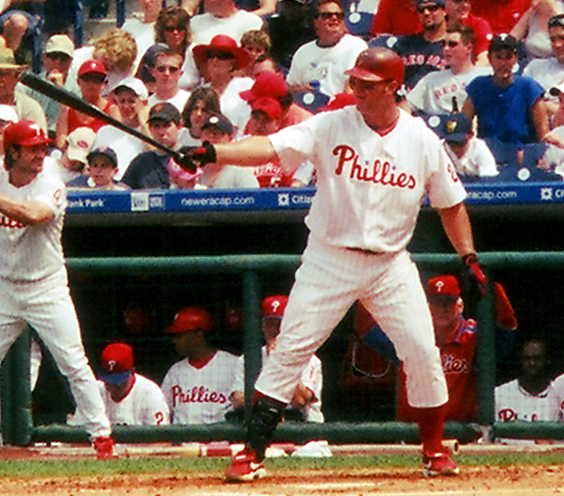
Jim Thome.

Le 5 novembre 2011, les Phillies rapatrient le joueur de premier but Jim Thome, qui avait quitté Philadelphie après la saison 2005, et lui accordent un contrat d'un an.
Le 14 novembre, le stoppeur étoile Jonathan Papelbon, devenu agent libre, quitte les Red Sox de Boston et
signe avec les Phillies un contrat de quatre ans pour 50 000 058 dollars.
Le 17 novembre, le retour du receveur Brian Schneider pour une 3e saison à Philadelphie est confirmé lorsqu'il accepte un nouveau contrat d'un an.
Le 20 novembre, le joueur d'utilité Ty Wigginton est acquis des Rockies du Colorado.
Le 30 novembre, les Phillies accordent des contrats des ligues mineures au voltigeur Scott Podsednik, au joueur d'avant-champ Kevin Frandsen et au lanceur gaucher Pat Misch. L'avant-champ Pete Orr, réserviste chez les Phillies en 2011, revient avec le club.
Le 8 décembre, le voltigeur des Nationals de Washington Laynce Nix signe une entente de 2,5 millions de dollars pour 2 saisons avec les Phillies.
Le 12 décembre, le réserviste au champ extérieur Ben Francisco est échangé aux Blue Jays de Toronto en retour du lanceur des ligues mineures Frank Gailey.
Le 15 décembre, le lanceur gaucher Dontrelle Willis signe un contrat d'un an avec Philadelphie mais, inefficace en relève durant le camp d'entraînement, il est libéré par le club le 16 mars 2012.
Le 19 décembre, le retour de l'arrêt-court étoile Jimmy Rollins à Philadelphie est confirmé : après avoir refusé un contrat de 4 ans offert par les Brewers de Milwaukee, Rollins accepte un contrat de 33 millions de dollars pour 3 années avec les Phillies, pour qui il a joué les 12 premières saisons de sa carrière.
Le 25 janvier 2012, les Phillies échangent le joueur d'avant-champ Wilson Valdéz aux Reds de Cincinnati contre le releveur gaucher Jeremy Horst.
Le 27 janvier, le rapide voltigeur Juan Pierre, meneur pour les buts volés parmi les joueurs en activité des majeures, quitte les White Sox de Chicago après deux saisons et se joint aux Phillies.
Le 31 janvier, le releveur droitier Chad Qualls signe un contrat d'un an avec Philadelphie.
En janvier, deux lanceurs de relève des Phillies profitent de leur statut d'agent libre pour se joindre à d'autres équipes : Ryan Madson signe avec Cincinnati et Brad Lidge prend le chemin de Washington. Les Phillies ont aussi choisi de ne pas faire de nouvelle offre au lanceur partant Roy Oswalt. Le 20 février, le voltigeur Raúl Ibáñez quitte Philadelphie après trois saisons et se joint aux Yankees de New York.

## Calendrier pré-saison
L'entraînement de printemps des Phillies s'ouvre en février et le calendrier de matchs préparatoires précédant la saison s'étend du 29 février au 3 avril 2012.

## Saison régulière
La saison régulière des Phillies se déroule du 5 avril au 3 octobre 2012 et prévoit 162 parties. Elle débute par une visite aux Pirates de Pittsburgh et le match d'ouverture local au Citizens Bank Park a lieu le 9 avril lors de la visite des Marlins de Miami.

### Avril
- 18 avril : Cliff Lee lance 10 manches sans accorder de point aux Giants à San Francisco, pendant que son adversaire Matt Cain blanchit les Phillies sur 2 coups sûrs en 9 manches. Les Giants gagnent 1-0 en 11 manches et aucun des partants ne reçoit de décision[26].

### Mai
- 6 mai : Cole Hamels déclare avoir délibérément atteint d'un lancer la jeune sensation des Nationals de Washington, Bryce Harper, pour lui « souhaiter la bienvenue » dans les grandes ligues. Ses déclarations suscitent des réactions négatives et Hamels est suspendu par la ligue pour 5 parties[27].

### Juin
- 19 juin : Le joueur recrue Freddy Galvis est suspendu pour 50 parties par la Ligue majeure de baseball pour avoir contrevenu à la politique contre le dopage[28].
- 27 juin : Après avoir raté les 76 premières parties des Phillies en raison d'une blessure chronique au genou, Chase Utley revient au jeu et à sa première apparition au bâton frappe un coup de circuit contre James McDonald des Pirates de Pittsburgh[29].
- 30 juin : Les Phillies échangent Jim Thome aux Orioles de Baltimore en retour de deux joueurs des ligues mineures[30].

### Juillet
- 25 juillet : Le lanceur étoile Cole Hamels, destiné à devenir joueur autonome après la saison, accepte une prolongation de contrat de 6 ans pour 144 millions de dollars avec Philadelphie[31].

### Classement
| Ligue nationale (Division Est) | V  | D  | %    | Diff. |
| ------------------------------ | -- | -- | ---- | ----- |
| Nationals de Washington        | 98 | 64 | ,605 | -     |
| Braves d'Atlanta               | 94 | 68 | ,580 | 4     |
| Phillies de Philadelphie       | 81 | 81 | ,500 | 17    |
| Mets de New York               | 74 | 88 | ,457 | 24    |
| Marlins de Miami               | 69 | 93 | ,426 | 29    |

## Affiliations en ligues mineures
| Niveau            | Équipe                     | Ligue                   |
| ----------------- | -------------------------- | ----------------------- |
| AAA               | IronPigs de Lehigh Valley  | Ligue internationale    |
| AA                | Reading Phillies           | Eastern League          |
| A-Advanced        | Threshers de Clearwater    | Florida State League    |
| A                 | Lakewood BlueClaws         | South Atlantic League   |
| A (saison courte) | Williamsport Crosscutters  | New York - Penn League  |
| Ligue des recrues | Gulf Coast League Phillies | Gulf Coast League       |
| Ligue des recrues | DSL Phillies               | Dominican Summer League |